# Anders Hansson (konstnär)
Anders Johan Hansson, född 1769 i Skåne, död 1833 i Stockholm, var en svensk målare. 
Han var elev vid målarakademien och uppträdde i slutet av 1790-talet med torra och triviala historiska kompositioner. Efter att ha utfört några altartavlor åt landsortskyrkor ägnade Hansson sig huvudsakligen åt porträttkonsten. 1805-08 var han ritlärare i Lund, men bosatte sig sedan åter i Stockholm. 1813 blev han ledamot av Konstakademien; hans receptionsstycke, Porträtt av Hilleström (1814), finns i akademiens samlingar. Hansson målade även miniatyrporträtt, men sysselsatte sig mest med kopiering och restaurering. Hansson är representerad vid bland annat Nationalmuseum. 

### Fotnoter
1. 1 2 3 4  läs online, emp-web-84.zetcom.ch , läst: 24 november 2021.[källa från Wikidata]
2. ↑  Hansson, Anders Johan i Projekt Runeberg
3. ↑  Svensk Uppslagsbok, Malmö 1955. (se även diskussionssidan)
4. ↑  Nationalmuseum

Den här artikeln är helt eller delvis baserad på material från Nordisk familjebok, Hansson, Anders, 1904–1926.